# Eugène Poubelle
Pour les articles homonymes, voir Poubelle (homonymie).
Eugène René Poubelle, né le 15 avril 1831 à Caen et mort le 15 juillet 1907 à Paris 8e, est un juriste, administrateur et diplomate français.
Les décisions qu'il a prises, à partir de 1883, en tant que préfet de la Seine, afin d'améliorer l'hygiène de la ville de Paris, ont fait donner son nom aux récipients contenant les déchets ménagers pour le ramassage collectif. Ainsi, par antonomase, ces récipients ont progressivement été appelés des poubelles.

## Biographie
Issu d’une famille bourgeoise de Caen, après ses études au lycée de Caen, il mène des études brillantes de droit dans sa ville natale et obtient l’agrégation, puis un doctorat. Attaché à l’université de Caen, il est envoyé en disgrâce à  Grenoble, comme chargé de cours, pour avoir refusé de signer une adresse de félicitations à l’empereur en 1859, lors de la signature de l’armistice de Villafranca.
Muté à l’université de Toulouse pour occuper la chaire de code civil, il s’engage, au commencement de la guerre de 1870, comme artilleur dans une batterie de l’École polytechnique. Sa conduite, lors des batailles du Bourget, de Champigny et de Buzenval, lui vaut d’être décoré de la médaille militaire, le 8 février 1871.
Au retour de la paix, Adolphe Thiers le nomme préfet de la Charente, le 1er avril 1871. Il poursuit alors une carrière préfectorale, enchaînant successivement les postes de préfet de l’Isère, de la Corse. Le 24 mai 1875, à l’investiture de Mac Mahon à la présidence de la République française, il donne sa démission de préfet, et reprend sa chaire à la faculté de Toulouse.
Rentré dans l’administration, après le triomphe de la République sur ses adversaires, il est successivement nommé, sous la présidence de Jules Grévy, préfet du Doubs, des Bouches-du-Rhône, puis enfin de la Seine, de 1883 à 1896 en remplacement de Louis Oustry, le 19 octobre 1883, poste qu’il occupera jusqu’au 23 mai 1896. En 1889, il est chargé par le président Carnot, de se rendre à Magdebourg, lors de l’exhumation des restes de Lazare Carnot ramenés de Prusse en France pour être panthéonisés.
Notamment chargé de l’administration courante de la Ville de Paris, à une époque où la fonction de maire de Paris est abolie, le préfet de la Seine doit administrer un département dont le budget dépasse celui d’un petit État. Il est ainsi amené à prendre les arrêtés du 24 novembre 1883 et du 7 mars 1884 obligeant les propriétaires d'immeubles à mettre à disposition de leurs locataires des récipients communs, munis d'un couvercle et d'une capacité suffisante pour contenir les déchets ménagers. La dimension et même la contenance de ces récipients sont alors strictement contrôlées : 40 à 120 litres. L'arrêté prévoit également le tri des déchets : trois boîtes sont obligatoires, une pour les matières putrescibles, une pour les papiers et les chiffons et une dernière pour le verre, la faïence et les coquilles d'huîtres, améliorant de manière considérable l'hygiène des foyers de la capitale. En effet, le nombre d'habitants à Paris – avoisinant les deux millions – et la présence de nombreux immeubles collectifs rendent indispensable l'organisation d'un ramassage régulier.
Les Parisiens adoptent rapidement l'habitude de désigner les réceptacles à ordures du nom du préfet Poubelle. Se heurtant à l'hostilité de la population, ce nouveau règlement n'est que partiellement respecté. Les propriétaires perçoivent l'ajout de nouvelles charges, les concierges, des tâches supplémentaires à accomplir et les chiffonniers, comme une menace de perdre leur gagne-pain. Les boîtes détériorées ne sont alors pas remplacées, les anciennes pratiques perduraient par endroits. L'essentiel des décisions du préfet Poubelle a cependant été appliqué. Les ordures sont domestiquées et enfermées et l'exemple de Paris se répand dans les villes de province. Ce n'est toutefois qu'après la Seconde Guerre mondiale que l’usage des poubelles devient courant. Dès lors, les municipalités organisent l’enlèvement régulier des ordures.
La définition de la « poubelle » est insérée en 1890 dans le supplément du Grand Dictionnaire universel du XIXe siècle. Sous son administration, s’élèveront l’hôtel des postes, la bourse du commerce, la nouvelle Sorbonne, et de nombreuses rues seront percées ou élargies.
Poubelle a apporté les plus utiles améliorations dans l’assainissement du service des eaux de la capitale, en mettant en œuvre le tout-à-l'égout, concept qui, à la suite de la dernière résurgence du choléra en 1892, gagne la faveur du public. Cela lui permet, en 1894, de faire passer un arrêté imposant aux propriétaires de raccorder leurs immeubles au réseau d'égout et de payer les frais d'exploitation afférents à la collecte de leurs eaux usées. L’emploi de ces eaux en irrigations fécondes étant également au premier rang de ses préoccupations, il a créé la colonie agricole de la Challemelle. En vue de réparer autant que possible la disparition des collections ampélographiques des pépinières du jardin du Luxembourg, il a fait adopter par le Conseil général de la Seine un projet d’établissement d’un champ d’études viticoles sur des terrains disponibles dans le bois de Vincennes, projet que son départ n’a pas permis de réaliser.
Favorable à l’internat féminin, il signe, contre l’avis des commissions médicales, mais à l’incitation de Paul Bert, l’arrêté préfectoral du 31 juillet 1885 qui, en autorisant les femmes à s’inscrire au concours de l’internat, met fin à l’interdiction faite aux femmes d’exercer la médecine et la chirurgie en France.
En 1896, il est nommé ambassadeur au Vatican et fait comte romain en 1898. Après avoir résigné ses fonctions d’ambassadeur auprès du Vatican, il tente, depuis 1898, à plusieurs reprises, mais sans succès, d’entrer au Sénat, échouant notamment aux élections législatives de 1902, et à nouveau à celles de 1906, les électeurs lui préférant un candidat plus jeune et plus énergique.
Le mariage qu’il a contracté pendant son séjour à Toulouse l’ayant mis à la tête d’importants domaines dans le département de l’Aude, il devint agriculteur et viticulteur passionné et aussi habile que dans l’administration publique. L’un de ces domaines étant un vignoble de 150 hectares que le phylloxéra avait détruit, aux environs de Carcassonne, il l’a reconstitué, non sans s’élever par l’exemple contre les excès de la monoculture : réservant les coteaux à la vigne, il a maintenu les céréales et les cultures fourragères dans la plaine, en organisant pour celles-ci un ingénieux système d’irrigation. Dans la Montagne Noire, à l’altitude de 650 mètres, un autre domaine, d’une superficie de 300 hectares, a été transformé par l’emploi des meilleures méthodes de chaulage et phosphatage, de sélection du bétail et des semences, de création de prairies irriguées, de boisement de plateaux rocheux, etc. Il a poursuivi avec une méthode rigoureuse ces améliorations pendant une vingtaine d’années.
Témoins de son activité et de son dévouement, les membres de la Société centrale d’Agriculture de l’Aude l’ont appelé à la présidence de cette association, une des plus importantes dans la région méridionale. Dès lors, il y dépensé l’activité inlassable qui était un de ses principaux caractères. Une des crises qui ont atteint la viticulture méridionale sévissant alors, la Société a convoqué sous son impulsion une réunion générale des Associations agricoles du Sud-Est et du Sud-Ouest, qu’il a été appelé à présider. Les conclusions en ont été sanctionnées par la suite par les pouvoirs publics. C’est, d’autre part, sous le patronage de la Société qu’est née une société de crédit mutuel agricole d’initiative privée sans aucun concours de l’État.
Conseiller général de l'Aude pour le canton de Saissac entre 1898 et 1904, à la suite de son beau-père le sénateur Émile Lades-Gout, Eugène Poubelle est devenu, après son retour à la vie privée, un des avocats inlassables des réformes nécessaires à l’agriculture, luttant contre les fraudes ruinant la viticulture et la nonchalance de l’administration, ce qui lui vaut d’être élu, en 1902, par la Société nationale d’Agriculture, associé national dans la Section hors cadre. Ardent défenseur des vins du midi, il se consacre dès lors, dans les cinq dernières années de sa vie, exclusivement aux intérêts agricoles, assidu aux réunions, prenant souvent part aux discussions, les provoquant parfois. Il aimait surtout à revenir, avec la finesse d’esprit et la conviction raisonnée qui le caractérisaient, sur les questions viticoles : répression des fraudes, consommation du vin.
Il meurt le 15 juillet 1907 à son domicile dans le 8e arrondissement de Paris. La Ville de Paris et le département de la Seine ont tenu à honneur de faire les frais des obsèques de l’homme qui les avait si remarquablement administrés.
Il repose au cimetière de Grèzes-Herminis, sur le territoire de la commune de Carcassonne. Son buste est visible au musée des Beaux-Arts de cette ville.

## Iconographie

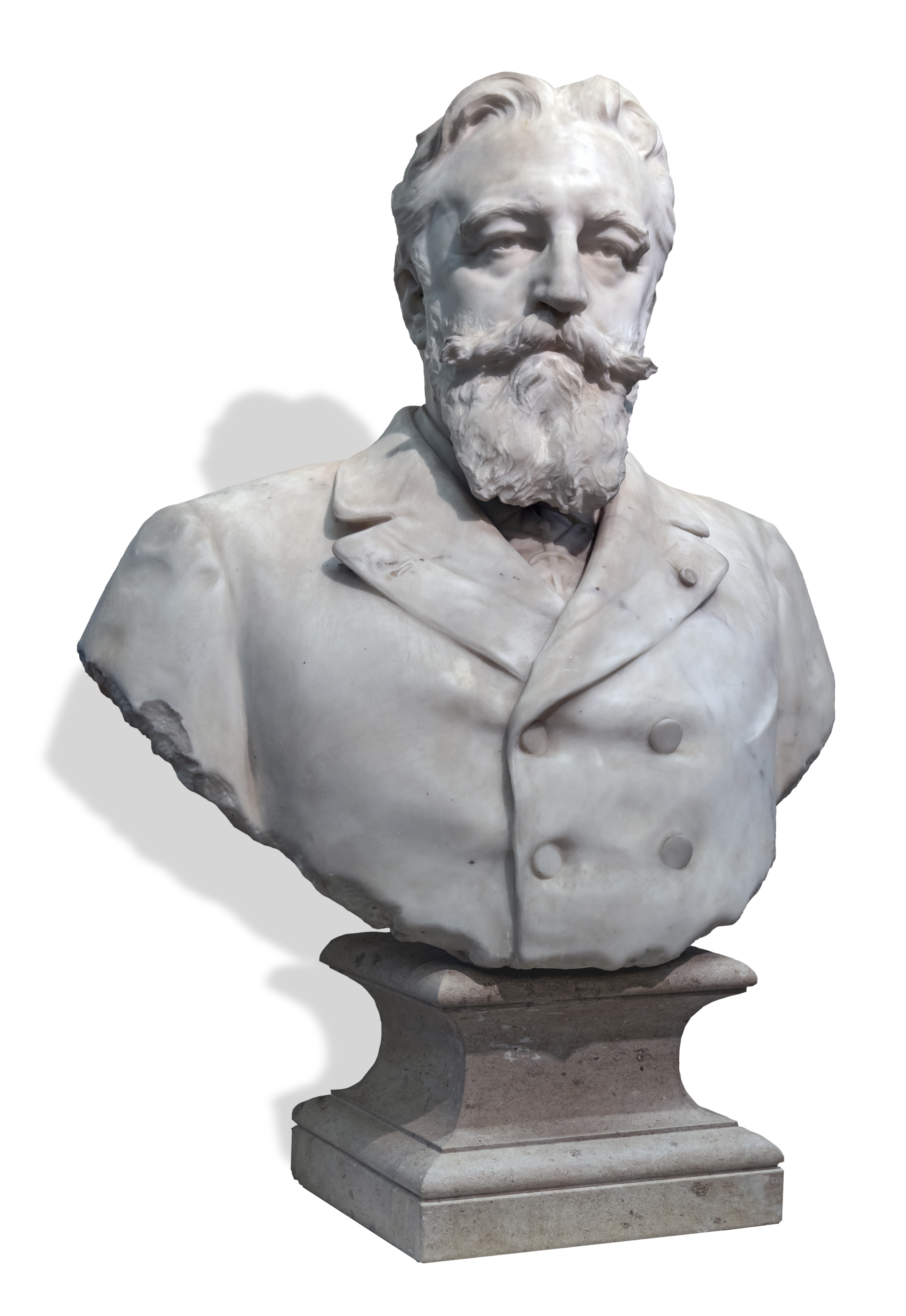
Buste d'Eugène Poubelle, par Denys Puech.
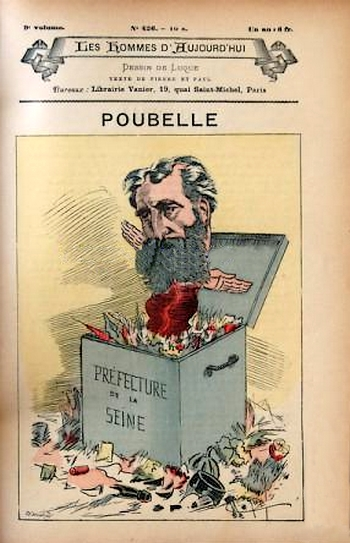
Poubelle par Manuel Luque dans les Hommes d’aujourd’hui, nº 426, 1893.
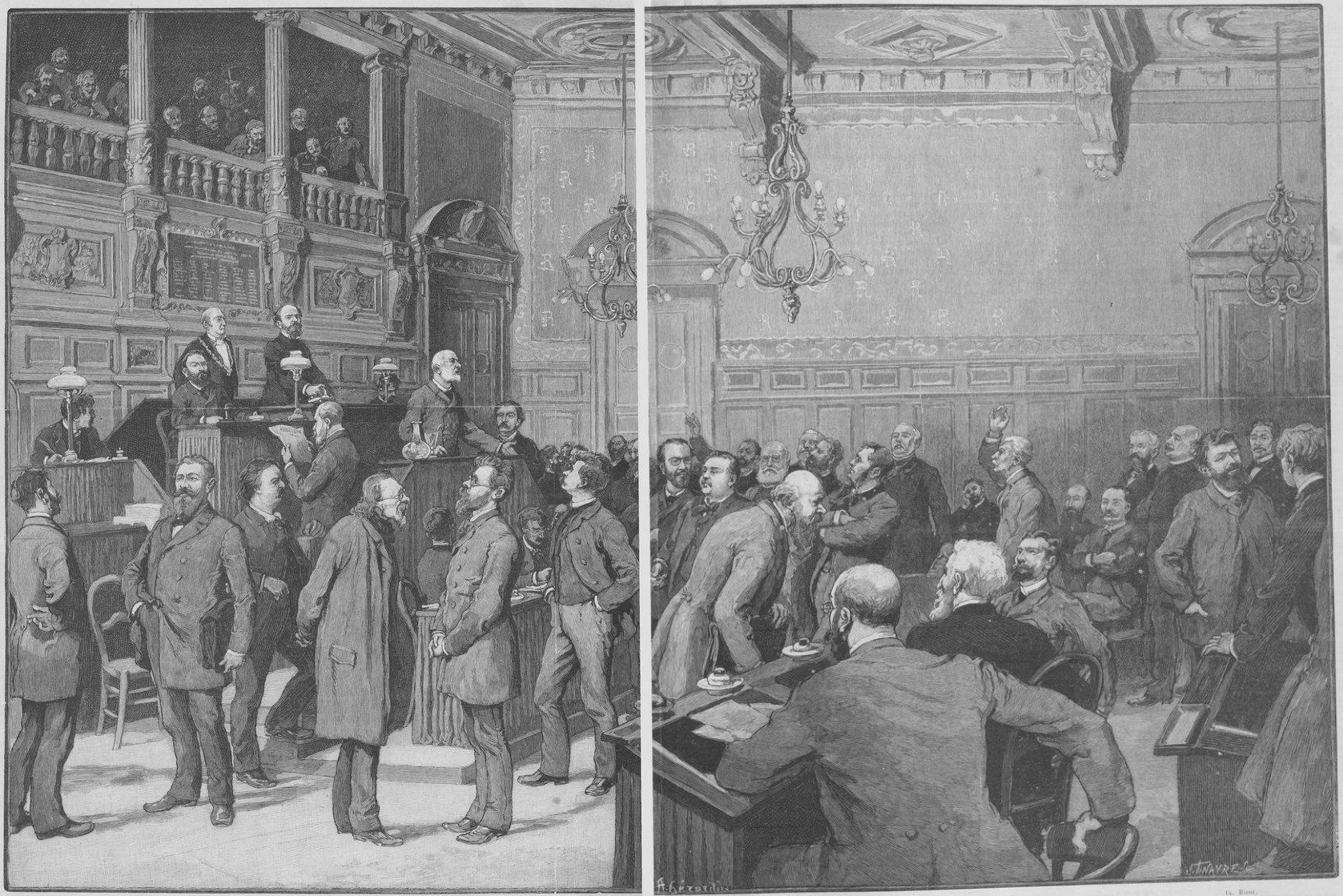
Eugène Poubelle au conseil municipal de Paris en 1889.
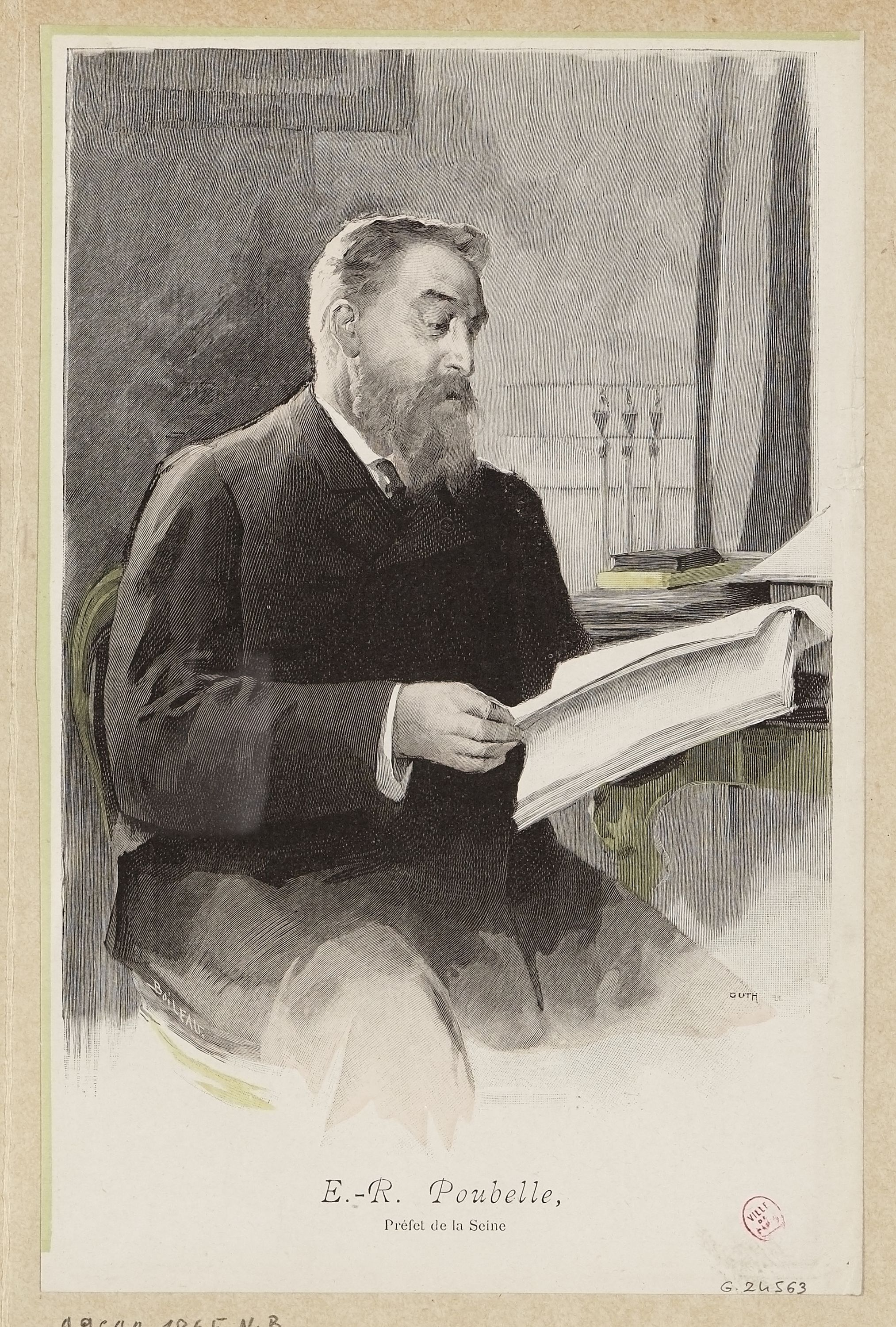
E.-R. Poubelle, Préfet de la Seine.
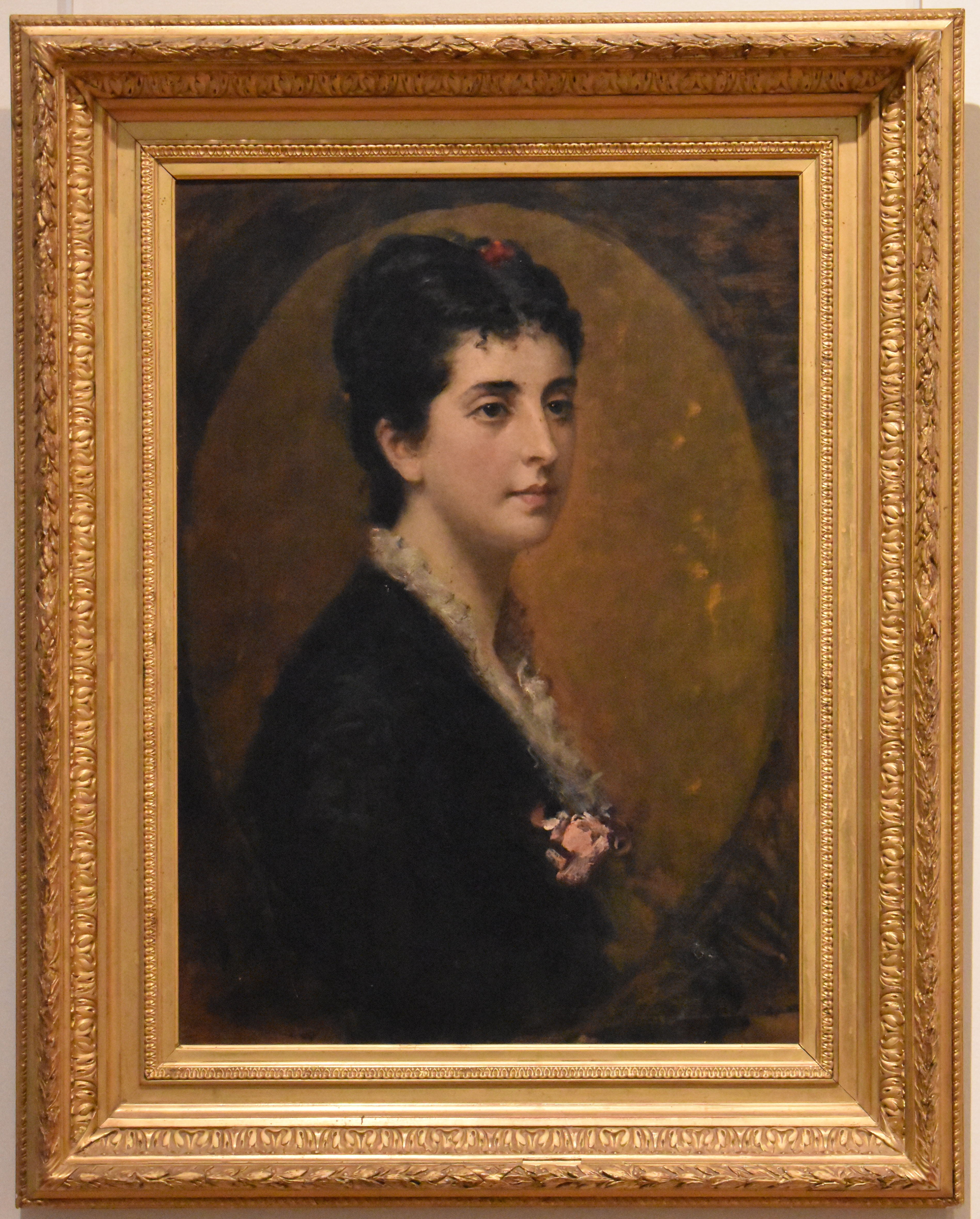
Portrait de Madame Poubelle, née Lades-Gout.

## Hommages

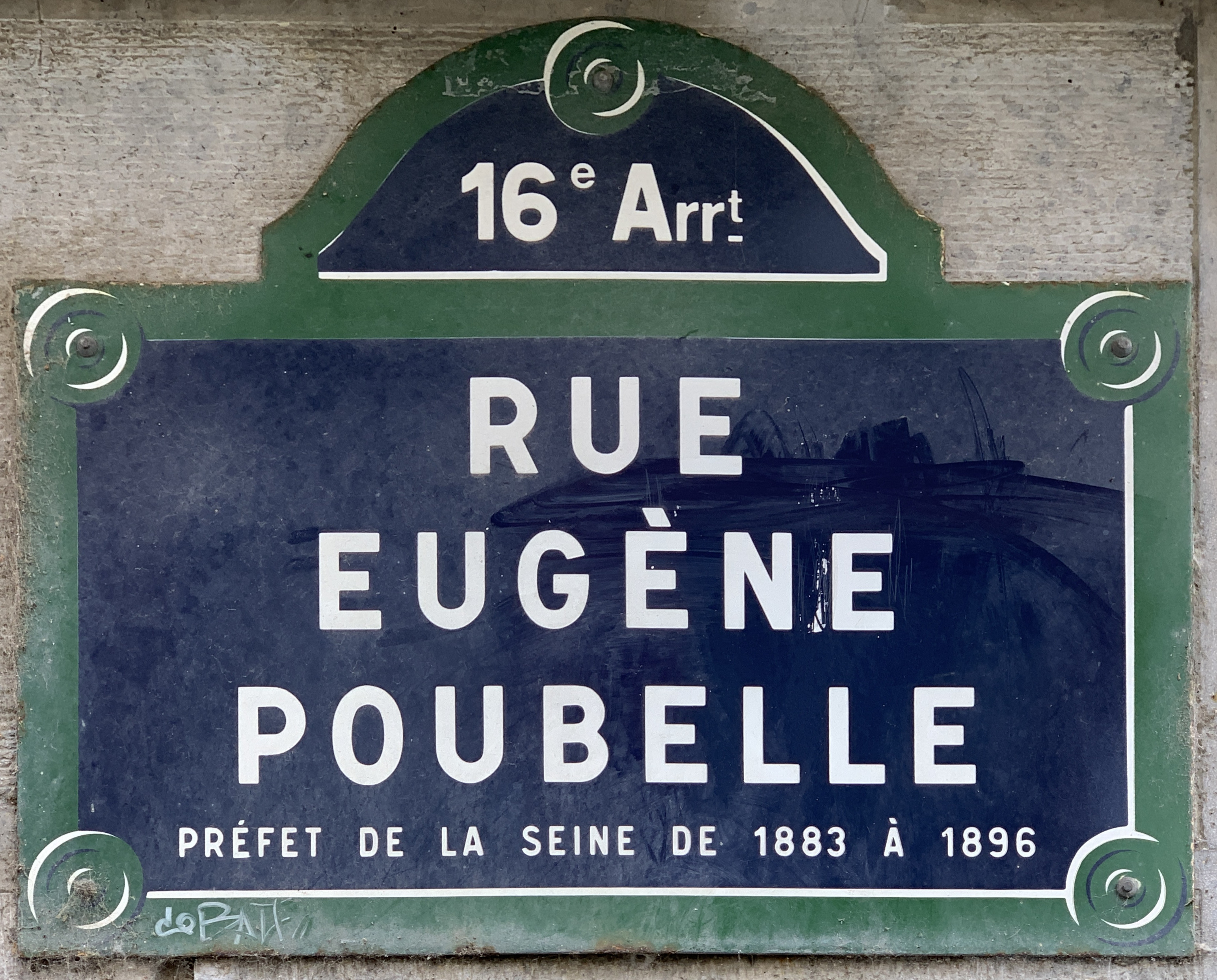
Plaque de la rue qui porte son nom à.

La rue Eugène-Poubelle, une petite rue du 16e arrondissement de Paris, située entre l'avenue de Versailles et le quai Louis-Blériot, a été nommée ainsi en 1933. Présentant la particularité de n'avoir qu'un seul numéro, le no 2, les locaux la surnomment le coin Poubelle. D'autres rues portent son nom : à Mauregard, en Seine-et-Marne, dans une zone d'activités de l'aéroport Charles-de-Gaulle ;  et à Carcassonne, au hameau de Grèzes-Herminis, à l'endroit où il possédait une propriété.
Le 15 avril 2021, un Google Doodle lui est consacré à l'occasion du 190e anniversaire de sa naissance,.

## Honneurs et décorations
- Grand officier de la Légion d'honneur, 1898
- Commandeur de la Légion d'honneur, 1886
- Officier de la Légion d'honneur, 1883
- Chevalier de la Légion d'honneur, 1880
- Médaille militaire, 1871
- Officier de l'ordre des Palmes académiques, 1870